# Інститут прикладних навчальних наук
Інститут прикладних навчальних наук (нім. Institut für Angewandte Trainingswissenschaft, IAT) — головний німецький науково-дослідний інститут вивчення змагальних видів спорту, розташований в Лейпцизі. Заснований в 1992 році на основі Науково-дослідного інституту фізичної культури і спорту НДР.

## Обов'язки та організація
Завданням закладу є навчання та дослідження змагань у змагальних видах спорту з метою визначення та використання відповідного продуктивного потенціалу найкращих спортсменів Німеччини. Станом на 2015 рік інститут опікував 1500 найкращих німецьких спортсменів з 18 літніх та шести зимових видів спорту. Співпраця базується на довгострокових угодах з відповідними центральними асоціаціями. Інститут дає рекомендації щодо тренувань, а також рекомендації щодо здоров'я та лікування спортивною медициною. Крім того, інститут розробляє вимірювальні та інформаційні системи та забезпечує їх практичне застосування.
Інститут веде різноманітні бази даних та видає журнал прикладної підготовки, у тому числі аналітики олімпійських виступів, які доступні у повнотекстовому архіві на їх сайті.
До складу інституту входять такі кафедри:
- Витривалість (веслування, біг/ходьба, їзда на велосипеді, плавання, тріатлон, біатлон, катання на ковзанах, лижні перегони)
- Силова техніка (гімнастика, важка атлетика, метання/багатоборство, стрибки у воду, фігурне катання, скелетон, стрибки з трампліна)
- Технічна тактика (бадмінтон, гандбол, хокей, волейбол, бокс, дзюдо)

А також відділи:
- Спортивна медицина (амбулаторія спортивної медицини, клініко-хімічна лабораторія, антропометрія, спортивна кардіологія, спортивна ортопедія, функціональна діагностика)
- MINT (спортивна інформатика, інформаційно-комунікаційні технології, біомеханіка, розробка вимірювальних станцій)
- IKS (наукова навчальна інформація, літературні бази даних, аналіз країн, наукова бібліотека)
- Змагальні види спорту (кар'єрний розвиток, індивідуальна оцінка розвитку, довгостроковий розвиток результатів, виявлення та розвиток талантів, концепції тренування, системи підтримки)